# Riksdagsvalget i Sverige 1940
Riksdagsvalget i Sverige 1940 var valget til den Sveriges Rigsdags Andra kammaren, valget blev afholdt den 15. september 1940.

## Valgresultat
| Parti            | Parti                        | Partiledere             | Stemmer            | Stemmer | Stemmer | Mandatfordeling | Mandatfordeling |
| Parti            | Parti                        | Partiledere             | Antal              | %       | +− %    | Antal           | +−              |
| ---------------- | ---------------------------- | ----------------------- | ------------------ | ------- | ------- | --------------- | --------------- |
|                  | Socialdemokraterna           | Per Albin Hansson       | 1 546 804          | 53,8    | +7,9    | 134             | +22             |
|                  | Högerns riksorganisation     | Gösta Bagge             | 518 346            | 18,0    | +0,4    | 42              | −2              |
|                  | Bondeförbundet               | Axel Pehrsson-Bramstorp | 344 345            | 12,0    | −2,3    | 28              | −8              |
|                  | Folkpartiet                  | Gustaf Andersson        | 344 113            | 12,0    | −0,9    | 23              | −4              |
|                  | Sveriges kommunistiska parti | Sven Linderot           | 101 424            | 3,5     | +0,2    | 3               | −2              |
|                  | Socialistiska partiet        | Nils Flyg               | 18 430             | 0,7     | −3,7    | 0               | −6              |
|                  | Vänstersocialistiska partiet | Albin Ström             | 898                | 0,03    | —       | —               | —               |
|                  | Øvrige partier               | —                       | 57                 | 0,0     | —       | —               | —               |
| Gyldige stemmer  | Gyldige stemmer              | Gyldige stemmer         | 2 874 417          | 100,00  |         | 230             |                 |
| Ugyldige stemmer | Ugyldige stemmer             | Ugyldige stemmer        | 14 720             |         |         |                 |                 |
| Totalt           | Totalt                       | Totalt                  | 2 889 137 (70,3 %) |         |         |                 |                 |

4 110 720 personer var stemmeberettigede hvilket gav en valgdeltagelse på 70,28 procent. Der var stemmeret for dem som var fyldt 23 år, ikke var sat under formynderskab, eller sat i konkurs eller som dem som modtog fattighjælp.
Kilde: SCB: R